# 比嘉慂
比嘉 慂（ひが すすむ、1953年 - ）は、日本の漫画家。沖縄県那覇市出身。

## 経歴
20年間の公務員生活を経て、1989年に『授業』で第38回手塚賞佳作を受賞してデビュー。
沖縄戦に翻弄される住民の姿を描いた『カジムヌガタイ』で、2003年に第7回文化庁メディア芸術祭マンガ部門大賞を受賞した。
史実、家族の体験や自身の取材をもとに、戦前・戦後の沖縄社会を戦争とのかかわりで描く。
現在は「アックス」などに寄稿している。

## 作品リスト
- 『砂の剣』（1995年、小学館。ISBN 978-4091838315
  - 同上 （青林工藝舎 2010年）復刊 ISBN 978-4883793242
- 『カジムヌガタイ‐風が語る沖縄戦』（2003年、講談社）ISBN 978-4063288988
- 『美童物語』（2007-2008年、上下巻。講談社）

1. 2007年 ISBN 978-4063725803
2. 2008年 ISBN 978-4063727296

- 『マブイ』（2010年、青林工藝舎）ISBN 978-4883793266

## 雑誌特集
「アックス」第76号（青林工藝舎 2010年8月）ISBN 978-4883793228